# Taťána Míková
Taťána Míková (* 30. dubna 1965 Praha) je česká meteoroložka, klimatoložka a moderátorka zpráv o počasí. Od roku 1990 moderuje v České televizi pořad Předpověď počasí.

## Život
V letech 1983 až 1985 vystudovala na Fakultě jaderné a fyzikálně inženýrské Českého vysokého učení technického v Praze a následně pak v letech 1985 až 1988 obor meteorologie a klimatologie na Matematicko-fyzikální fakultě Univerzity Karlovy v Praze. Vzdělání si v roce 1999 doplnila Kurzem videožurnalistiky.
V letech 1988 až 1993 pracovala v Českém hydrometeorologickém ústavu. V České televizi působí od roku 1994, kde je vedoucí redakce počasí. Již od roku 1990 moderuje pořad Předpověď počasí. Na ČT moderovala také další pořady o počasí – Skoro jasno a Turbulence. Je autorkou či spoluautorkou řady vědeckých publikací a článků z oblasti klimatologie a meteorologie. Podílela se na vzniku Atlasu podnebí Česka.
Taťána Míková je vdaná a bezdětná.

## Dílo
- KARAS, Pavel; ZÁRYBNICKÁ, Alena; MÍKOVÁ, Taťána. Skoro jasno : průvodce televizní předpovědí počasí. 1. vyd. Praha: Česká televize, 2007. 206 s. ISBN 978-80-85005-78-3.
- ZÁRYBNICKÁ, Alena; ŽÁK, Michal; KARAS, Pavel; MÍKOVÁ, Taťána. Když se blýská na časy : počasí a klima u nás i ve světě. 1. vyd. Brno: CPress, 2018. 240 s. ISBN 978-80-264-2304-1.